# Hirohiko Araki
Hirohiko Araki (em japonês:  荒木 飛呂彦; hepburn: Araki Hirohiko; Sendai, 7 de junho de 1960) é um artista de mangá japonês conhecido por sua série JoJo's Bizarre Adventure, publicada pela primeira vez na revista Weekly Shōnen Jump em 1987, que até hoje já vendeu mais de 100 milhões de cópias só no Japão e que também é conhecida por suas frequentes referências ao rock ocidental e à Itália, ambos dos quais Araki supostamente gosta muito. Ele fez sua estreia sob o nome Toshiyuki Araki (荒木 利之, Araki Toshiyuki) em 1980 com seu one-shot Poker Under Arms, e começou sua carreira profissional com as séries Cool Shock B.T., Baoh e The Gorgeous Irene.

## História

### Vida pregressa
Araki cresceu em Sendai, no Japão, com seus pais e irmãs gêmeas. Ele cita os aborrecimentos de suas irmãs como a razão pela qual ele passava um tempo sozinho em seu quarto lendo mangá, nomeando Ai to Makoto como o mais importante para ele, e os livros de arte de seu pai, onde ele supõe que esse era seu motivo para desenhar mangá. Ele foi particularmente influenciado pelo trabalho do artista francês Paul Gauguin. Depois que um amigo da escola elogiou seu mangá, ele começou a desenhar secretamente de seus pais. Ele enviou seu primeiro trabalho à uma revista em seu primeiro ano do ensino médio. Todas as suas inscrições foram rejeitadas, enquanto outros artistas de sua idade ou mais jovens já estavam fazendo estreias de sucesso. Ele decidiu ir aos escritórios das editoras em Tóquio para descobrir o porquê pessoalmente, levando um mangá que ele ficou acordado a noite toda para terminar. O editor da Shueisha que ele conheceu criticou muito o trabalho, mas disse que tinha potencial e pediu para o ajeitar para os próximos prêmios Tezuka. O mangá era Poker Under Arms. Araki é casado com Asami Araki e tem 2 filhos.

### Estreia eJoJo's Bizarre Adventure
Araki deixou a Universidade de Educação de Miyagi antes de se formar, e fez sua estréia em 1980 com o one-shot de velho oeste Poker Under Arms, que era um "Trabalho Selecionado" no Prêmio Tezuka daquele ano. Sua primeira série foi Cool Shock B.T. em 1983, sobre um jovem mago que resolve mistérios. Mas a primeira série a mostrar sua quantidade de violência gráfica foi Baoh de 1984. Conta a história de um homem que é implantado com um parasita por uma organização do mal, dando-lhe poderes sobre-humanos, e segue como ele luta contra eles. Foi adaptado em um OVA em 1989, o mangá foi lançado nos EUA pela Viz Media em 1990 (em tankōbon em 1995), mas o OVA não obteve um lançamento nos Estados Unidos até 2002. Não foi até The Gorgeous Irene, em 1985, que ele realmente desenvolveu seu estilo característico de arte de personagens musculares (que mais tarde se tornaria mais extravagante).
Sua próxima série se tornaria seu magnum opus, JoJo's Bizarre Adventure, de 1987. A série começa na Inglaterra dos anos 1880 e segue Jonathan Joestar (JoJo) e seu irmão adotivo Dio Brando, que tenta eventualmente matar seu pai a fim obter sua parte da herança. Quando confrontado, Dio coloca uma máscara antiga que o transforma em um vampiro. JoJo então aprende uma técnica de artes marciais chamada hamon, e viaja para o castelo de Dio para matá-lo. Arcos subsequentes de JoJo seguem os descendentes da família Joestar, e muitos são colocados em diferentes partes do mundo. A parte 3, que se tornaria a parte mais popular da série, minimiza a história de vampiros e a técnica e, em vez disso, introduz o poder de Stands, que continua na série até hoje. Com a série durando mais de 30 anos, JoJo's Bizarre Adventure foi adaptado em várias outras formas de mídia e o mangá teve 100 milhões de volumes coletados impressos até dezembro de 2016.

### Trabalho recente
A edição de setembro de 2007 da Cell tinha uma capa desenhada por Araki com uma ligase representada como um de seus Stands. Em 2008, Araki desenhou a capa de uma coletânea com o conto de Yasunari Kawabata izu no odoriko. Ele desenhou a capa para a edição limitada do single "Breeeeze Girl", da banda japonesa Base Ball Bear, que na verdade pega uma imagem do mangá JoJo.
Em 2009, Hirohiko Araki foi um dos cinco artistas selecionados pelo Museu do Louvre para criar obras originais no famoso museu. Sua obra, Rohan no Louvre, estrelou Rohan Kishibe, de Jojo, e foi exibida na exposição intitulada "Le Louvre invite la bande dessinée", que foi criada para mostrar a diversidade dos quadrinhos, de 19 de janeiro a 13 de abril. No ano seguinte, Rohan no Louvre foi publicada na França e na Ultra Jump do Japão. Foi lançada nos EUA pela NBM Publishing em fevereiro de 2012.
De 17 de setembro a 6 de outubro de 2011, a loja Gucci em Shinjuku sediou a Exposição Gucci x Hirohiko Araki x Spur "Rohan Kishibe Vai à Gucci" (em inglês: Rohan Kishibe Goes to Gucci), uma colaboração entre a marca italiana de roupas de luxo, o criador de JoJo e a revista de moda Spur. A exposição celebrou o 90º aniversário da Gucci e contou com uma figura em tamanho natural de Rohan Kishibe, bem como numerosas ilustrações de Araki; incluindo peças reais da coleção de outono/inverno da marca de 2011-2012 e seus próprios designs de moda originais. Para o Spur, Araki desenhou "Kishibe Rohan conhece Gucci." (em inglês: Kishibe Rohan meets Gucci.), um one-shot colorido com Rohan Kishibe, publicado na edição de outubro de 2011. Em sua edição de fevereiro de 2013 a Spur mais uma vez executou um spinoff de JoJo por Araki, chamado "Jolyne, Fly High com Gucci", estrelado por Jolyne Cujoh da Parte 6 de JoJo's Bizarre Adventure. Uma tradução gratuita em inglês está disponível na página da Gucci no Facebook.
Para aumentar a conscientização sobre os esforços da reconstrução das ruínas Hiraizumi, que foram danificadas pelo terremoto e tsunami de Tōhoku em março de 2011 e declarado Patrimônio Mundial da UNESCO em junho, Araki desenhou obras de arte representando as ruínas. A "Exposição Hirohiko Araki JoJo" estreou em Sendai, terra natal de Araki, no final de julho de 2012 para celebrar o 25º aniversário de Jojo's Bizarre Adventure, depois mudou-se para Tóquio em outubro.
Araki desenhou a capa do álbum de 2012 de Sayuri Ishikawa, X-Cross, onde ela faz uma das poses icônicas da série e é desenhada usando jóias do mangá. Um livro explicando a metodologia de Araki na criação de mangá, intitulado Manga in Theory and Practice (荒木飛呂彦の漫画術 Araki Hirohiko no Manga Jutsu) foi lançado em 17 de abril de 2015 no Japão; uma tradução para o inglês foi lançada em 13 de junho de 2017.

## Trabalhos

### Mangá
- Poker Under Arms (武装ポーカー, Busō Pōkā, 1980)
- Outlaw Man (アウトロー・マン, Autorō Man, 1981)
- Say Hi to Virginia (バージニアによろしく, Bājinia ni Yoroshiku, 1982)
- B.T. "the Wicked Boy" (魔少年ビーティー, Mashōnen Bī Tī, 23 de outubro de 1982)
- Cool Shock B.T. (魔少年ビーティー, Mashōnen Bī Tī, 20 de setembro de 1983 – 22 de novembro de 1983)
- Baoh (バオー来訪者, Baō Raihōsha, 9 de outubro de 1984 – 12 de fevereiro de 1985)
- The Gorgeous Irene (ゴージャス☆アイリン, Gōjasu Airin, 1985 – 1986)
- JoJo's Bizarre Adventure (ジョジョの奇妙な冒険, JoJo no Kimyō na Bōken, 2 de dezembro de 1986 – presente)
- The Lives of Eccentrics (変人偏屈列伝, Henjin Henkutsu Retsuden, 1989 – 2003)
- Under Execution, Under Jailbreak (死刑執行中脱獄進行中, Shikei Shikkōchū Datsugoku Shinkōchū, 28 de dezembro de 1994)
- Dolce, and His Master. (ドルチ ～ダイ・ハード・ザ・キャット～, Doruchi Dai Hādo Za Kyatto, 1996)
- Thus Spoke Kishibe Rohan (岸辺露伴は動かない, Kishibe Rohan wa Ugokanai, 24 de junho de 1997 – February 26, 2018)
- Deadman's Questions (デッドマンズQ, Deddomanzu Kuesuchonzu, 2 de junho de 1999 – 7 de julho de 1999)
- Oingo Boingo Brothers Adventure (オインゴとボインゴ兄弟 大冒険, Oingo to Boingo Kyōdai Daibōken, 23 de outubro de 2002)
- Rohan at the Louvre (岸辺露伴 ルーヴルへ行く, Kishibe Rohan Rūvuru e Iku, 8 de abril de 2010)
- Kishibe Rohan meets Gucci. (岸辺露伴 グッチへ行く, Kishibe Rohan Gutchi e Iku, 23 de agosto de 2011)
- Jolyne, Fly High with Gucci (徐倫、GUCCIで飛ぶ, Jorīn, Gutchi de Tobu, 22 de dezembro de 2012)

### Outros
- Famicom Jump II: Saikyō no Shichinin (fevereiro de 1991, design do sétimo boss)
- Kamedas (1993, uma história alternativa de  Kochira Katsushika-ku Kameari Kōen-mae Hashutsujo, uma ilustração)
- JoJo's Bizarre Adventure (4 de novembro de 1993, romance escrito por Mayori Sekijima e Hiroshi Yamaguchi, ilustrado por Araki)
- JoJo 6251 (10 de dezembro de 1993, arte e guia)
- JoJo A-Go!Go! (25 de fevereiro de 2000, artbook)
- Music is the Key of Life (13 de dezembro de 2000, álbum por Sugiurumn, capa)
- GioGio's Bizarre Adventure II: Golden Heart/Golden Ring (28 de maio de 2011, romance escrito por Gichi Ōtsuka e Tarō Miyashō, supervisionado e ilustrado por Araki)
- Life Ground Music (27 de fevereiro de 2002, álbum por Sugiurumn, capa)
- Spy! Boy Alex series of Her Majesty the Queen (2002, capa)
- Kochira Katsushika-ku Kameari Kōen-mae Hashutsujo (2006, Ilustração especial de 30º aniversário)
- "Catwalk" (26 de abril de 2006, single por Soul'd Out, capa)
- Uniqlo (2006, T-shirt design)
- Fist of the North Star (2006, ilustração especial de tributo em Weekly Comic Bunch)
- Cell (7 de setembro, 2007, capa frontal)
- The Book: JoJo's Bizarre Adventure 4th Another Day (26 de novembro de 2007, novel escrito por Otsuichi, supervisionado e ilustrado por Arashi)
- "The Dancing Girl of Izu" (2008, capa)
- "Breeeeze Girl" (24 de junho de 2009, um single por Base Ball Bear, capa da edição limitada)
- Naruto (2009, ilustração especial do 10º aniversário)
- Shameless Purple Haze: Purple Haze Feedback (16 de setembro de 2011, novel escrito por Kouhei Kadono, ilustrado por Araki)
- JoJo's Bizarre Adventure Over Heaven (16 de dezembro de 2011, novel escrita por Nisio Isin, capa)
- Ikinobiru tame no Lacan (Lacan for Survival) (2012, livro de Tamaki Saitō sobre Jacques Lacan, capa da edição em brochura)[20]
- Jorge Joestar (19 de setembro de 2012, novel escrito por Ōtarō Maijō, ilustrado por Araki)
- X -Cross- (19 de setembro de 2012, um álbum por Sayuri Ishikawa, capa)
- Hirohiko Araki Works 1981-2012 (2012, artbook)
- JoJomenon (5 de outubro de 2012, artbook)
- JoJoveller (19 de setembro de 2013, conjunto de artbooks)
- JoJonium (4 de dezembro de 2013 - 4 de março de 2015, capas do novo formato de relançamento de JoJo's Bizarre Adventure)
- Loopified [Japanese Complete Edition] (8 de outubro de, álbum por Dirty Loops, capa)[21]
- Main Themes (25 de fevereiro de 2015, um álbum por Akira Senju, capa)
- Manga in Theory and Practice (荒木飛呂彦の漫画術, Araki Hirohiko no Manga Jutsu, 17 de abril de 2015)
- Stormbreaker (novel, ilustrações por Fantasy Press)
- Learning Japanese History Through Manga, Volume 2 (28 de outubro de 2016, capa)[22]
- Learning Japanese History Through Manga, Volume 18 (28 de outubro de 2016, capa)[22]
- UOMO (24 de agosto de 2018, capa)[23]
- The Sky above The Great Wave off the Coast of Kanagawa (2020, pôster para os Jogos Paralímpicos de Verão de 2020)[24]